# Канкан
Канка́н (фр. cancan) — энергичный и откровенный эротический французский танец с демонстрацией нижнего женского белья. Поначалу во Франции танец не пользовался популярностью и подвергался резкой критике, поскольку для своего времени он считался крайне непристойным. Однако специально собранная комиссия французских властей и общественности разрешила и одобрила исполнение танца в парижских кабаре, что стало приносить доходы в городской бюджет Парижа.

## История
Появился канкан в Париже в 1820—1830-е годы на публичных балах в рабочих кварталах, как производный вариант кадрили (давшей зажигательные движения последней фигуры этого танца) и галопа (давшего двудольный метр и быстрый темп). Эффектный шпагат и энергичные махи ногами заимствованы из репертуара знаменитого парижского акробата и танцора Шарля Мазюрье.
Музыкальный размер танца 2/4. Темп быстрый, энергичный, подвижный. Характерные па: выбрасывание руки, ноги, головы, прыжки и кувырки вниз головой. Постепенно темп и движение канкана усложнялись. Трюки с юбками вошли в танец к концу XIX века, когда появились и вошли в моду требуемые чулки и нижнее женское бельё.
Танец канкан можно считать одним из предшественников современного стриптиза. И канкан, и стриптиз десятилетиями считались танцами крайне непристойными, вызывающими и вульгарными. Между исполнительницами и проститутками ставили знак равенства. Первоначально в Америке стриптизом назывался бурлеск.
Танцовщиц канкана любил рисовать художник постимпрессионист Анри Тулуз-Лотрек. Знаменитыми канканистками, чей образ сохранился благодаря завсегдатаю заведений Тулуз-Лотреку, были Ла Гулю и Жанна Авриль, блиставшие в «Мулен Руж». Мужчины танцевали вместе с женщинами в XIX веке, потом эта традиция была утрачена. Элементы танца канкан в XX веке использовались в развитии жанров варьете и музыкальная комедия в мюзикхоллах и музыкальных театрах Европы и США.
- Ла Гулю
- Жанна Авриль

Изначально во Франции канкан танцевали одиночные танцовщицы, а в Англии и США его танцевал ансамбль, выстроенный в линию, — кордебалет. В 1920-е годы в Париже французский хореограф Пьер Сандрини объединил в «Мулен Руже» парижский сольный канкан с британским ансамблевым, добавил женский визг и смех, создав эталонный «френч канкан», и отдельно представил в таком виде на сцене своего ночного клуба Bal Tabarin в 1928 году.

## Музыка
Наиболее известная мелодия — «Адский галоп» (фр. galop infernal) композитора Жака Оффенбаха из оперетты «Орфей в аду»: с её постановкой в 1858 году танец попал на большую сцену. (Пародией на неё является в 4 раза замедленные «Черепахи» из «Карнавала животных» Сен-Санса). Также используется «Весёлая вдова» (1905 год) Франца Легара. Входит в репертуар кабаре и оперетты.
В 1919 году Леонид Мясин включил танец в балет на музыку Россини «Волшебная лавка», а через 20 лет — в «Парижское веселье» на музыку Оффенбаха.

## В фильмах
- Девушка моей мечты (1944)
- Дом восковых фигур (1953)
- Французский канкан (1955)
- Канкан (1960)
- Душечка (1966)
- Карине (1967)
- Канкан в Английском парке (1984)
- Легионер (1998)
- Мулен Руж! (2001)
- Звездная пыль (2007)
- Лёгкое поведение (2008)